# Karikari Peninsula
Die Karikari Peninsula ist eine felsige Halbinsel in der Region Northland auf  der Nordinsel Neuseelands.
Ursprünglich handelte es sich um eine Insel, die durch einen 13 Kilometer langen Sandstreifen mit der größeren Aupōuri Peninsula verbunden ist.
Die Nordseite der L-förmigen Halbinsel bildet die Rangaunu Bay mit dem Strand Karikari Beach, westlich liegt der Naturhafen Rangaunu Harbour. Östlich liegt die Doubtless Bay, deren Nord- und Westseite durch die Halbinsel gebildet wird.  Der nördlichste Punkt ist Cape Karikari, vor dem noch die Insel Rocky Island vorgelagert ist. Der westlichste Punkt ist Knuckle Point, dieses Kap bildet auch das Nordwestende der Doubtless Bay.
Vor der Nordwestspitze der Insel liegt die Inselgruppe der Moturoa Islands.  Die Küste der Doubtless Bay an der Ostseite des Sandstreifens ist als Tokerau Beach bekannt.
Der ortsansässige Iwi ist Ngāti Kahu. In der Mythologie der Māori landete das Waka (Kanu) Waipapa unter Führung von Kaiwhetu und Wairere in Neuseeland bei Karikari.
An der Nordseite der Halbinsel werden Orangen angebaut.
Auf der Halbinsel befinden sich mehrere Siedlungen, die größte ist Whatuwhiwhi an der Südseite. Weitere Siedlungen sind Tokerau Beach, Rangiputa und das nur aus wenigen Häusern bestehende  Merita. Der nördliche Teil der Tokerua Beach und die daran anschließende Nordseite der Doubtless Bay sind die am stärksten besiedelten Gebiete der Halbinsel.
Die Insel wird von einer Straße bis Tokerau Beach, der Inland Road, erschlossen.
In der Westspitze der Halbinsel befinden sich der Lake Rotokawau und ein weiterer kleiner See.
Die Matai Bay an der Nordostküste und Rangiputa an der Westküste sind Touristenziele.

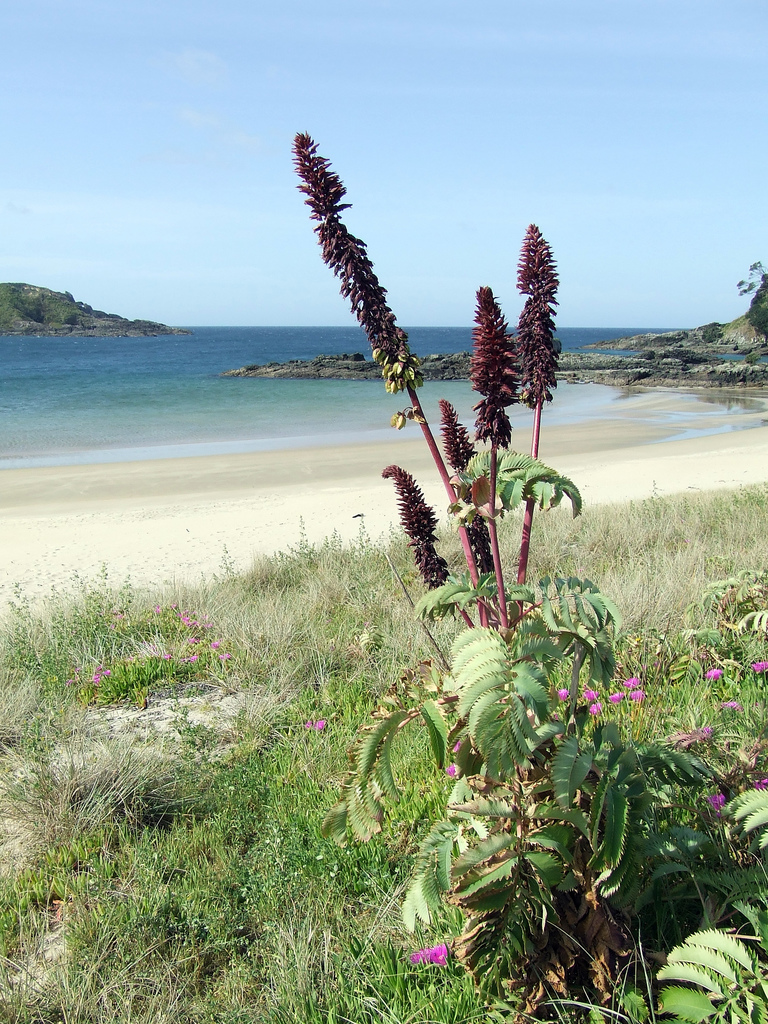
Matai Bay